# Grallaria ayacuchensis
Grallaria ayacuchensis (лат.) — вид воробьиных птиц из семейства гралляриевых (Grallariidae). Видовое название «ayacuchensis» относится к его ограниченному ареалу распространения и дано в честь перуанского департамента Аякучо.

## Таксономия
Эти птицы относятся к комплексу видов Grallaria rufula, в котором учёные на основании филогенетических исследований и изучения различий в вокализации выделили в XXI веке ряд новых для науки видов.

## Распространение
Эндемики Анд. Обитают в высокогорье на юге центральной части Перу. Населяют влажные восточные склоны гор. Встречаются на высоте 2500–3700 м над уровнем моря.